# Guaranita goloboffi
Guaranita goloboffi is een spinnensoort uit de familie trilspinnen (Pholcidae). De soort komt voor in Argentinië.